# Ben Swift
Pour les articles homonymes, voir Swift.

Benjamin Ian Swift dit Ben Swift (né le 5 novembre 1987 à Rotherham en Angleterre) est un coureur cycliste britannique. Il est professionnel depuis 2009, membre de l'équipe Ineos Grenadiers et fait carrière sur route et sur piste. Sur piste, il a notamment remporté le championnat du monde de scratch en 2012. Sur route, il est spécialiste du sprint et a remporté entre autres des étapes du Tour Down Under, du Tour de Romandie, du Tour de Pologne.

## Biographie

### Jeunesse et carrière amateur
Champion de Grande-Bretagne de la course aux points juniors en 2004, il intègre cette année-là l'équipe de Grande-Bretagne. En 2005, il devient champion du monde de poursuite en juniors.
En 2007, il est champion d'Europe de poursuite par équipes dans la catégorie des moins de 23 ans, avec Peter Kennaugh, Jonathan Bellis et Steven Burke. Il est engagé comme stagiaire par l'équipe Barloworld pour la fin de saison sur route.
En 2008, il remporte la Coppa della Pace et se classe quatrième du championnat d'Europe sur route. Avec Jonathan Bellis, Steve Cummings et Roger Hammond, il forme l'équipe représentant la Grande-Bretagne lors de la course en ligne des Jeux olympiques, qu'il ne termine pas. En fin de saison, il se classe quatrième du championnat du monde espoirs.

### Carrière professionnelle

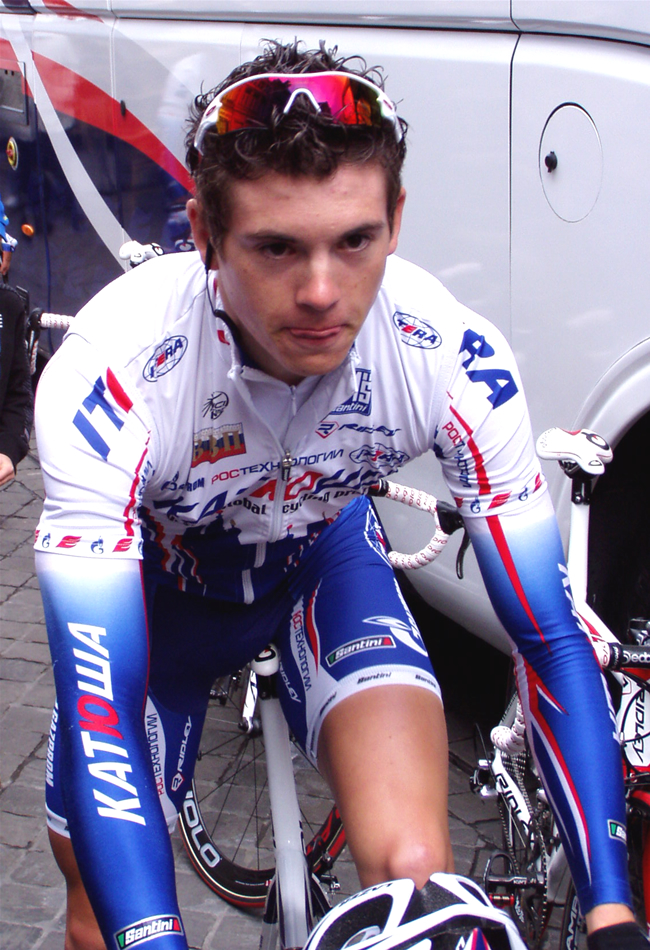
Ben Swift en 2009

Ben Swift devient cycliste professionnel en 2009 dans l'équipe russe Katusha. Il dispute avec cette équipe son premier grand tour, le Tour d'Italie. Il est troisième de la deuxième étape, battu au sprint par Alessandro Petacchi et Mark Cavendish. Il remporte cette année-là une étape du Tour de Grande-Bretagne. En fin de saison, il fait partie de l'équipe de Grande-Bretagne lors du championnat du monde sur route à Mendrisio, en Suisse.
En 2010, il est recruté par la nouvelle équipe britannique Sky. Fin mars, il participe aux championnats du monde sur piste au Danemark et y obtient la médaille d'argent en poursuite par équipes, avec Andrew Tennant, Edward Clancy et Steven Burke. En mai, il apporte à Sky sa première victoire finale sur une course par étapes, en gagnant le Tour de Picardie. Fin août, il dispute le Tour d'Espagne. Malade, il abandonne dès la troisième étape. Le reste de l'équipe quitte la course à la fin de la première semaine, après la mort d'un de ses soigneurs, victime d'une septicémie,.
En 2011, Swift remporte en début de saison les deuxième et sixième étapes du Tour Down Under, et termine alors troisième du classement général de cette course, derrière les Australiens Cameron Meyer et Matthew Goss. Au printemps, il est vainqueur d'étapes du Tour de Castille-et-León, du Tour de Romandie et du Tour de Californie. En juillet, il dispute son premier Tour de France.
En 2012, il dispute en avril les championnats du monde sur piste à Melbourne, en Australie. Il y devient champion du monde du scratch, et obtient la médaille d'argent de la course aux points et de l'américaine, pour laquelle il est associé à Geraint Thomas. Il ne fait en revanche par partie de l'équipe de poursuite par équipes, qui s'impose en battant le record du monde. Il renonce alors à ses espoirs de participation aux Jeux olympiques avec cette équipe et reporte ses ambitions sur la route. Il est sélectionné par Sky pour disputer le Tour d'Italie aux côtés de Mark Cavendish, mais doit y renoncer après s'être blessé à l'épaule en tombant à l'entraînement. Deuxième et troisième d'étape du Tour de Luxembourg et du Tour de Suisse en juin, il se classe quatrième du championnat de Grande-Bretagne sur route, remporté par son coéquipier Ian Stannard. Non-retenu pour le Tour de France qui voit la victoire de Bradley Wiggins, il remporte en juillet deux étapes ainsi que le classement par points du Tour de Pologne. Il n'est pas sélectionné en équipe de Grande-Bretagne pour les Jeux olympiques. Au Tour d'Espagne, il est le sprinter de l'équipe Sky et espère décrocher une première victoire sur un grand tour, tout en étant équiper de Christopher Froome, un des favoris pour la victoire finale. Il est troisième de la deuxième étape, battu au sprint par John Degenkolb et Allan Davis, et deuxième de la dix-huitième étape, derrière Daniele Bennati. Il dispute ensuite la course en ligne des championnats du monde, au service du leader John Tiernan-Locke, révélation britannique de la saison. Celui-ci prend la 19e place tandis que Swift est 60e.
En février 2013, au Challenge de Majorque, Ben Swift est deuxième du Trofeo Palma de Mallorca, puis chute lors du Trofeo Alcudia et se blesse à l'épaule. Ses performances s'en trouvent diminuées durant les mois qui suivent. Il est troisième du championnat de Grande-Bretagne en juin. En août, il abandonne lors de l'Eneco Tour et met fin à sa saison afin d'être opéré à l'épaule,.
En début d'année 2014, Ben Swift est deuxième et troisième de deux manches du Challenge de Majorque. En mars, il se classe troisième de Milan-San Remo, en étant devancé au sprint par Alexander Kristoff et Fabian Cancellara. La semaine suivante, il gagne les deux sections de la première étape de la Semaine internationale Coppi et Bartali : la première au sprint, la deuxième en contre-la-montre par équipes. En avril, il gagne une étape du Tour du Pays basque. Initialement non retenu pour le Tour d'Italie, il y est finalement sélectionné après que Sky change son objectif, renonçant placer Richie Porte au classement général pour se concentrer sur des victoires d'étape. Quatre fois placé parmi les dix premiers, Swift est notamment deuxième de la troisième étape, battu par Marcel Kittel. Il est également deuxième du championnat de Grande-Bretagne en juin, de la London Ride Classic en août, d'une étape du Tour de Grande-Bretagne en septembre. Il fait du championnat du monde sur route à Ponferrada, pour lequel il est sélectionné, son objectif de fin de saison. Il en prend la douzième place.
À la fin de la saison cycliste 2015 Ben Swift est sélectionné pour la course en ligne des championnats du monde de Richmond.
Au mois de septembre 2016, il fait le choix de quitter la formation Sky où il court depuis 2010 et de s'engager avec l'équipe UAE Emirates anciennement Lampre-Merida. Bien qu'il ait davantage de libertés dans cette équipe, et des équipiers plus souvent à son service que chez Sky, il n'y obtient pas les résultats espérés. Il est dix-septième de Milan-San Remo, son principal objectif de la saison. Il obtient son meilleur classement durant le Critérium du Dauphiné en terminant deuxième de l'étape de l'Alpe d'Huez derrière son ami et ancien coéquipier Peter Kennaugh et se rassure en fin de saison en prenant la cinquième place du championnat du monde, à Bergen,,. UAE Emirates ayant recruté Alexander Kristoff en 2018, Ben Swift est ramené à un rôle d'équipier de celui-ci lors des classiques. Il se fracture une vertèbre en tombant durant le Tour des Flandres et doit déclarer forfait pour le Tour d'Italie et le Tour de France. Après cette mauvaise période, qu'il qualifie comme les « pires 18 mois de sa carrière », il décide de revenir chez Sky en 2019, voulant y être un mentor pour les jeunes coureurs de l'équipe. Cette équipe est renommée en 2019 Ineos puis Ineos Grenadiers en 2020.
En octobre 2023, Ineos Grenadiers annonce l'extension du contrat de Swift jusqu'en fin d'année 2025.

## Palmarès sur route et classements mondiaux

### Palmarès amateur
| - 2005 - 2e étape du Tour du Pays de Galles juniors - 2007 - 6e étape du Tour des régions italiennes - 3e de Milan-Busseto | - 2008 - Coppa della Pace - 5e étape du Tour de la Vallée d'Aoste - 2e du Giro del Canavese - 4e du championnat du monde sur route espoirs |  |

### Palmarès professionnel
| - 2009 - 7e étape du Tour de Grande-Bretagne - 2e de la Nokere Koerse - 2010 - Tour de Picardie : - Classement général - 2e étape - 2011 - 2e et 6e étapes du Tour Down Under - 5e étape du Tour de Castille-et-León - 5e étape du Tour de Romandie - 2e étape du Tour de Californie - 3e du Tour Down Under - 2012 - 2e et 5e étapes du Tour de Pologne - 2013 - 3e du championnat de Grande-Bretagne du contre-la-montre - 3e du Trofeo Palma de Mallorca - 2014 - 1rea et 1reb (contre-la-montre par équipes) étapes de la Semaine internationale Coppi et Bartali - 5e étape du Tour du Pays basque - 2e du championnat de Grande-Bretagne sur route - 2e du Trofeo Ses Salines - 2e de la London Ride Classic - 3e du Trofeo Muro-Port d’Alcudia - 3e de Milan-San Remo | - 2015 - 2e étape de la Semaine internationale Coppi et Bartali - 2e de la Semaine internationale Coppi et Bartali - 3e du Trofeo Playa de Palma-Palma - 3e de la RideLondon-Surrey Classic - 2016 - 2e de Milan-San Remo - 3e du Manx Trophy - 2017 - 5e du championnat du monde sur route - 2019 - Champion de Grande-Bretagne sur route - 2021 - Champion de Grande-Bretagne sur route - 3e du Grand Prix de Denain |  |

### Résultats dans les grands tours

#### Tour de France
2 participations
- 2011 : 137e
- 2017 : 83e

#### Tour d'Italie
6 participations
- 2009 : 132e
- 2014 : 113e
- 2020 : 18e
- 2022 : 66e
- 2023 : 61e
- 2024 : 58e

#### Tour d'Espagne
2 participations
- 2010 : abandon (3e étape)
- 2012 : 121e

### Classements mondiaux
| Année                                 | 2007 | 2008 | 2009 | 2010 | 2011 | 2012 | 2013 | 2014 | 2015 | 2016 | 2017  | 2018  | 2019 | 2020 | 2021 | 2022 | 2023  | 2024 |
| ------------------------------------- | ---- | ---- | ---- | ---- | ---- | ---- | ---- | ---- | ---- | ---- | ----- | ----- | ---- | ---- | ---- | ---- | ----- | ---- |
| Calendrier mondial                    |      |      | 156e | nc   |      |      |      |      |      |      |       |       |      |      |      |      |       |      |
| UCI World Tour                        |      |      |      |      | 54e  | 98e  | nc   | 59e  | nc   | 55e  | 148e  | 371e  |      |      |      |      |       |      |
| Classement mondial                    |      |      |      |      |      |      |      |      |      | 79e  | 139e  | 1517e | 392e | 208e | 245e | 898e | 1741e | 883e |
| UCI Europe Tour                       | 465e | 61e  |      |      |      |      |      |      |      | 197e | 1012e | 1248e | 312e | 173e | 209e | 659e | nc    | nc   |
| UCI Asia Tour                         | nc   | nc   |      |      |      |      |      |      |      | 334e | 324e  | 594e  |      |      |      |      |       |      |
| UCI Oceania Tour                      | nc   | nc   |      |      |      |      |      |      |      | 30e  | nc    | nc    |      |      |      |      |       |      |
|                                       |      |      |      |      |      |      |      |      |      |      |       |       |      |      |      |      |       |      |
| Légende : nc = non classéSource : UCI |      |      |      |      |      |      |      |      |      |      |       |       |      |      |      |      |       |      |

## Palmarès sur piste

### Championnats du monde
- Ballerup 2010
  -  Médaillé d'argent de la poursuite par équipes
- Melbourne 2012
  -  Champion du monde du scratch
  -  Médaillé d'argent de la course aux points
  -  Médaillé d'argent de l'américaine

### Championnats du monde juniors
- 2005
  -  Champion du monde de poursuite juniors
  -   Médaillé d'argent de la poursuite par équipes

### Coupe du monde
- 2006-2007
  - 3e de la poursuite par équipes à Manchester

### Championnats d'Europe
- Cottbus 2007
  -  Champion d'Europe de poursuite par équipes espoirs (avec Peter Kennaugh, Jonathan Bellis et Steven Burke)

### Championnats de Grande-Bretagne
- Champion de Grande-Bretagne de la course aux points juniors : 2004
- Champion de Grande-Bretagne du scratch juniors : 2005